# هند الصبيح
هند صبيح براك الصبيح، من مواليد 15 نوفمبر 1959 في الكويت، وزيرة الشؤون الاجتماعية والعمل ووزيرة الدولة للشؤون الاقتصادية ما بين عامي 2017 - 2018.

## الخبرات الأساسية
- إدارة المشاريع وتكوين وإدارة فرق العمل.
- إنشاء مراكز المعلومات وإدارة مشاريع الحاسب الآلي.
- إعداد المواصفات الفنية وكراسات المواصفات والخبرة في قوانين المناقصات والممارسات وإعدادها.
- إعداد التقارير والخبرة في الدورة المستندية للجهات الحكومية وقوانين الخدمة المدنية والمحاسبية.
- الاستشارات الإدارية والمالية والفنية الخاصة بالحاسب الآلي وميكنة العمليات الإدارية.

## الوظائف
- عضو المجلس الأعلى للبترول.
- وزير الشؤون الاجتماعية والعمل ووزير دولة للشؤون الاقتصادية.
- وزير الشؤون الاجتماعية والعمل ووزير دولة للشؤون الاقتصادية.
- وزير الشؤون الاجتماعية والعمل ووزير الدولة لشؤون التخطيط والتنمية.
- عضو المجلس الأعلى للتخطيط و التنمية.
- مدير عام اتحاد الصناعات الكويتية.
- مدير عام شركة استشارات وتدريب.
- الأمين العام المساعد  ببرنامج إعادة هيكلة القوى العاملة والجهاز التنفيذي للدولة.
- الأمين العام المساعد لقطاع المشاريع التنموية بالأمانة العامة للمجلس الأعلى للتخطيط والتنمية.
- مستشار نظم بديوان الخدمة المدنية.
- مدير مركز المعلومات بديوان متابعة الجهاز الإداري وشكاوي المواطنين.

## التكريم
- وسام جوقة الشرف برتبة فارس
- مجلة فوربس ضمن قائمة أقوى 10 سيدات في القطاع الحكومي في العالم العربي